# Olympiades panafricaines de mathématiques
Les Olympiades panafricaines de mathématiques, abrégé OPAM en français, ou PAMO en anglais, sont des compétitions organisées par l'Union mathématique africaine (UMA).

## Principe
Comme pour les olympiades internationales de mathématiques, la compétition est ouverte aux élèves de l'enseignement secondaire ayant moins de 20 ans, et consiste en une série de problèmes à résoudre dans quelques heures.

## Historique
Les olympiades panafricaines de mathématiques ont été créées en 1986 et la première édition a lieu à Rabat au Maroc en 1987,. Elles ont d'abord été organisées sur un rythme biennal, avant de devenir un événement annuel à partir de 2000.
Les olympiades de 2011 aurait dû avoir lieu en Tunisie mais ont dû être annulées du fait de la révolution tunisienne de 2010-2011.
L'édition 2013 au Nigeria a été inaugurée par l'ex-président du pays, Olusegun Obasanjo.